# ヘンダーソン・アルバレス
ヘンダーソン・ハビアー・アルバレス（西: Henderson Javier Alvarez, 1990年4月18日 - ）は、ベネズエラ・カラボボ州バレンシア出身のプロ野球選手（投手）。右投右打。メキシカンリーグのユカタン・ライオンズ所属。

## 経歴

### ブルージェイズ時代
2006年にトロント・ブルージェイズと契約。それまでは三塁手だったが、契約後に投手へ転向した。当時憧れていた選手は、同じベネズエラ・バレンシア出身のフェリックス・ヘルナンデスだった。

#### マイナー時代
2007年に17歳でルーキー級ドミニカン・サマーリーグ・ブルージェイズでデビュー。
2008年に渡米すると、2009年にはA級ランシング・ラグナッツで9勝6敗、防御率3.47を記録して頭角を現した。
2010年はA+級ダニーデン・ブルージェイズで防御率4.33と振るわず、やや評価を下げた。
2011年は直球の球速が前年から飛躍的に上昇し、AA級ニューハンプシャー・フィッシャーキャッツで8勝4敗、防御率2.84と活躍。

#### メジャーデビューと退団まで
カルロス・ビヤヌエバの故障者リスト入りに伴い、ブルージェイズの他の若手有望投手と同じく打者天国のAAA級ラスベガスをスキップしてMLBに昇格し、8月10日のオークランド・アスレチックス戦でメジャーデビュー。8月31日のボルチモア・オリオールズ戦で8回3安打無失点と好投し、メジャー初勝利を挙げた。21歳135日でのメジャー初勝利はブルージェイズの投手では1997年のケルビム・エスコバー以来の若さであり、先発に限れば1979年のフィル・ハフマン以来となった。

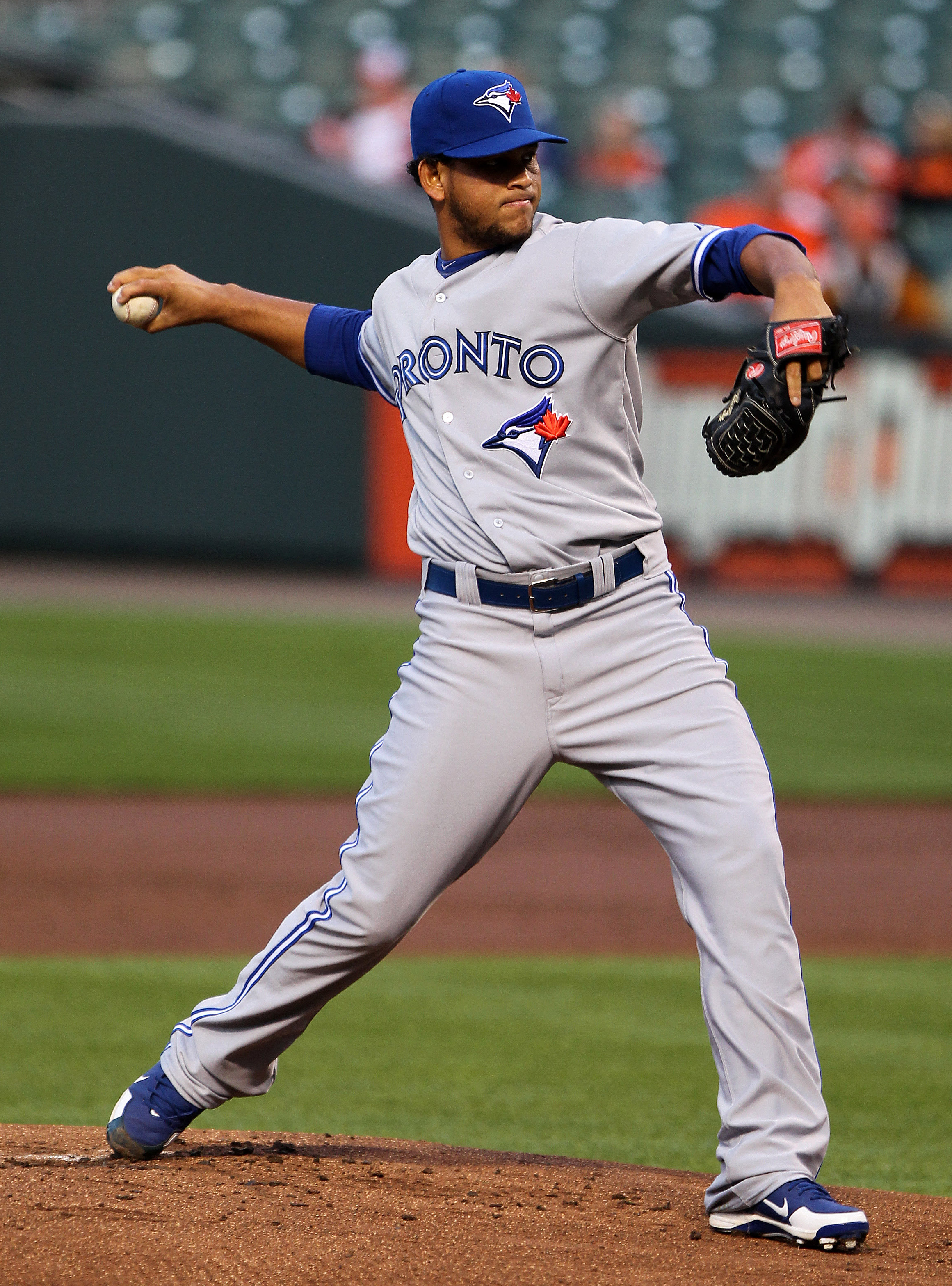
トロント・ブルージェイズ時代
(2012年4月24日)

2012年は初めてフルシーズンをメジャーで過ごしたが、奪三振率の低下と被弾の多さにより、成績は伸び悩んだ。9月以降はチェンジアップの改良が功を奏して復調の兆しを見せた。

### マーリンズ時代

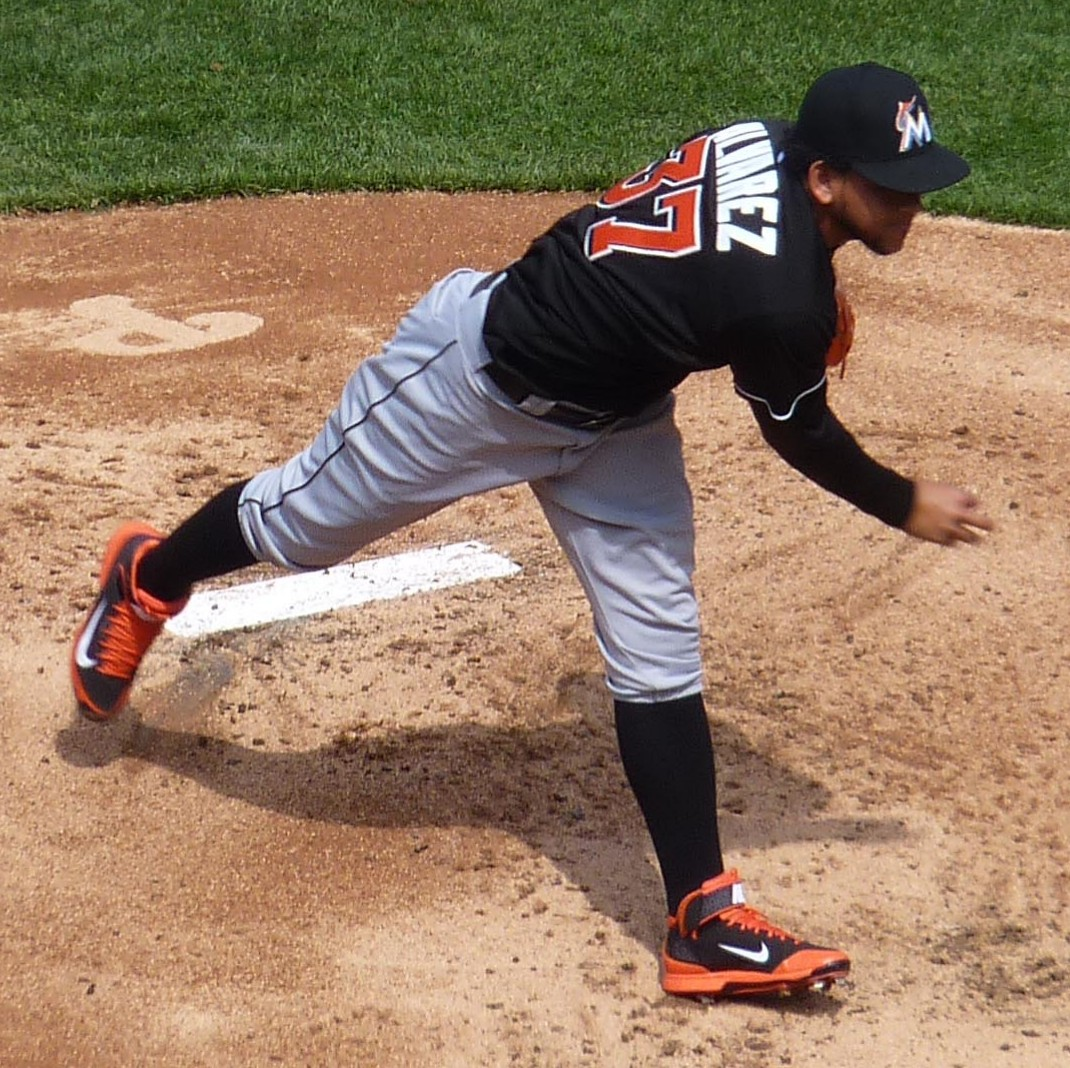
マイアミ・マーリンズ時代
(2014年4月13日)

2012年11月13日にジョシュ・ジョンソン、マーク・バーリー、ホセ・レイエス、ユネル・エスコバーら総勢11人が動く大型トレードで、マイアミ・マーリンズへ移籍した。
2013年開幕前の3月に開催された第3回WBCのベネズエラ代表に選出された。
シーズンでは右肩痛で開幕は出遅れた。9月30日、シーズン最終戦の対デトロイト・タイガース戦でメジャーリーグ史上4人目のシーズン最終戦でのノーヒットノーランを達成。試合は9回裏2死満塁から暴投によるサヨナラ勝利で、ノーヒッター試合でのサヨナラ暴投での決着は61年ぶり史上2度目。勝利の瞬間、アルバレスはネクストバッターズサークルにいた。
2014年は、8月及び9月に登板回避した場面があった ものの、30試合に先発登板。自責点1以内に抑えたのが16試合 (8試合は無失点) あり、防御率2.65・メジャートップタイの3完封勝利を含む12勝を挙げ、エース格として先発ローテーションを牽引した。なお、この年はオールスターのメンバーにも選出されている。活躍ぶりが評価され、1.0ポイントだけであるがサイ・ヤング賞のポイントを獲得した。
2015年4月、MRIにより肩と肘の炎症が判明し、15日間のDL入りをした。その後、7月28日にシャットダウンし、肩の手術を受けた。これら故障の影響があって4試合の先発登板に終わり、防御率6.45・全試合で敗戦投手になった。オフの12月2日にノンテンダーFAとなった。

### アスレチックス時代
2015年12月18日、アスレチックスと1年契約を結んだ。
2016年は開幕から15日間の故障者リストに入り、マイナーでリハビリ調整が行われたが6月25日に60日間の故障者リスト入りとなった。その後もリハビリ調整は行われたものの10月7日に40人枠から外れAAA級ナッシュビル・サウンズに降格し、同日FAとなった。

### フィリーズ時代
2017年7月14日に独立リーグ・アトランティックリーグのロングアイランド・ダックスと契約。8月22日にフィラデルフィア・フィリーズとマイナー契約を結び、傘下のAAA級リーハイバレー・アイアンピッグスへ配属された。9月13日にメジャー契約を結び、アクティブ・ロースター入りした。この年は3試合に先発登板して0勝1敗・防御率4.30・6奪三振の成績を残した。レギュラーシーズン終了後の10月6日にFAとなった。オフは母国ベネズエラのウィンターリーグ（LVBP）に参加。

### メキシカンリーグ・独立リーグ時代
2018年3月14日にメキシカンリーグのキンタナロー・タイガースと契約。20試合に登板し9勝5敗の成績を残した。11月16日にワシントン・ナショナルズとマイナー契約を結んだ。オフはLVBPに参加。
2019年は傘下AAA級フレズノ・グリズリーズで1勝4敗の成績にとどまり、7月1日にナショナルズを解雇となった。7月20日にキンタナロー・タイガースと再び契約。オフには第2回プレミア12のベネズエラ代表に選出された。
2020年7月20日にアメリカン・アソシエーションのミルウォーキー・ミルクメンにレンタル移籍。5試合に登板して2勝1敗、防御率2.90の成績を挙げ、シーズン終了後にキンタナロー・タイガースに復帰。オフはLVBPに参加。
2021年5月3日にキンタナロー・タイガースを自由契約となった。その後はいずれの球団にも所属せず、オフはLVBPに参加。
2021年12月28日にユカタン・ライオンズと契約した。

## 投球スタイル
平均球速149km/h、最速156km/hのツーシームが投球全体の半分以上を占め、次いでほぼ同じ球速のフォーシームが約20%という割合となっている。他に持ち球は、平均134km/hのスライダー、平均139km/hのチェンジアップ、平均121km/hのカーブ、さらに70km/h台のイーファスも投げる。
2012年までは、フォーシームが主体で、この頃にはカットボールも投げていた。ツーシームを主体として典型的なグラウンドボーラーとなったのは2013年からで、速球系で計75%ほどを占め、変化球はそれぞれ多くても約10%程度となっている。
また、2015年は右肩痛で4試合にしか登板していないが、肩の故障をかばうため、イーファスを多投している。

## 詳細情報

### 年度別投球成績
| 年 度    | 球 団    | 登 板 | 先 発 | 完 投 | 完 封 | 無 四 球 | 勝 利 | 敗 戦 | セ 丨 ブ | ホ 丨 ル ド | 勝 率 | 打 者 | 投 球 回 | 被 安 打 | 被 本 塁 打 | 与 四 球 | 敬 遠 | 与 死 球 | 奪 三 振 | 暴 投 | ボ 丨 ク | 失 点 | 自 責 点 | 防 御 率 | W H I P |
| -------- | -------- | ----- | ----- | ----- | ----- | -------- | ----- | ----- | -------- | ----------- | ----- | ----- | -------- | -------- | ----------- | -------- | ----- | -------- | -------- | ----- | -------- | ----- | -------- | -------- | ------- |
| 2011     | TOR      | 10    | 10    | 0     | 0     | 0        | 1     | 3     | 0        | 0           | .250  | 259   | 63.2     | 64       | 8           | 8        | 0     | 4        | 40       | 2     | 0        | 26    | 25       | 3.53     | 1.13    |
| 2012     | TOR      | 31    | 31    | 1     | 1     | 0        | 9     | 14    | 0        | 0           | .391  | 807   | 187.1    | 216      | 29          | 54       | 2     | 3        | 79       | 3     | 1        | 110   | 101      | 4.85     | 1.44    |
| 2013     | MIA      | 17    | 17    | 1     | 1     | 0        | 5     | 6     | 0        | 0           | .455  | 418   | 102.2    | 90       | 2           | 27       | 1     | 7        | 57       | 4     | 1        | 42    | 41       | 3.59     | 1.14    |
| 2014     | MIA      | 30    | 30    | 3     | 3     | 2        | 12    | 7     | 0        | 0           | .632  | 772   | 187.0    | 198      | 14          | 33       | 3     | 8        | 111      | 4     | 0        | 65    | 55       | 2.65     | 1.24    |
| 2015     | MIA      | 4     | 4     | 0     | 0     | 0        | 0     | 4     | 0        | 0           | .000  | 102   | 22.1     | 28       | 1           | 7        | 1     | 0        | 9        | 3     | 1        | 18    | 16       | 6.45     | 1.57    |
| 2017     | PHI      | 3     | 3     | 0     | 0     | 0        | 0     | 1     | 0        | 0           | .000  | 67    | 14.2     | 14       | 2           | 11       | 1     | 0        | 6        | 0     | 1        | 7     | 7        | 4.30     | 1.71    |
| MLB：6年 | MLB：6年 | 95    | 95    | 5     | 5     | 2        | 27    | 35    | 0        | 0           | .435  | 2425  | 577.2    | 610      | 56          | 140      | 8     | 22       | 302      | 16    | 4        | 268   | 245      | 3.82     | 1.30    |

- 2017年度シーズン終了時
- 各年度の太字はリーグ最高

### 記録
MiLB
- オールスター・フューチャーズゲーム選出：2回（2010年、2011年）

MLB
- MLBオールスターゲーム選出：1回（2014年）

### 背番号
- 37（2011年 - 2015年）
- 58（2017年）

### 代表歴
- 2013 ワールド・ベースボール・クラシック・ベネズエラ代表